# Théâtre de l'Atelier
Il Théâtre de l'Atelier è un teatro sito in 1, place Charles Dullin nel XVIII arrondissement di Parigi.

## Storia
Il teatro fu inaugurato il 23 novembre 1822 con il nome di Théâtre Montmartre Fu uno dei primi costruiti da Pierre-Jacques Seveste, che deteneva la licenza per gestire teatri fuori dai confini della città di Parigi, e che costruì anche il Théâtre Montparnasse, il Théâtre des Batignolles e il Théâtre de Belleville. Peter Cicéri e Évariste Fragonard realizzarono le decorazioni. 
Alla morte dei genitori, i fratelli Jules Seveste e Edmond Seveste ereditarono la licenza per gestire il teatro. 
Dal 1914 al 1922 l'edificio fu un cinema di 600 posti, gestito sotto il nome di "Montmartre". Nel 1922 tornò al suo scopo originario e il suo regista e attore Charles Dullin lo ribattezzò Théâtre de l'Atelier.
André Barsacq succedette a Dullin e diresse il teatro dal 1940 al 1973 producendo le opere di Jean Anouilh, Marcel Ayme, Françoise Sagan, René de Obaldia e Friedrich Dürrenmatt, tra gli altri. 
Dal 1973 al dicembre 1998, Pierre Franck ne assunse la direzione. Continuò il suo lavoro di regista e mantenne alti standard nella scelta del repertorio con opere di Pirandello, Ionesco, Beckett, Thomas Bernhard, Strindberg - e con attori come Michel Bouquet e Laurent Terzieff. 
Laura Pels ha assunto la guida nel gennaio 1999.
La capienza attuale è di 563 posti. Il teatro è stato classificato monumento storico il 22 marzo 1965.